# Mongoloraphidia kaspariani
Mongoloraphidia kaspariani är en halssländeart som beskrevs av H. Aspöck et al. 1983. Mongoloraphidia kaspariani ingår i släktet Mongoloraphidia och familjen ormhalssländor. Inga underarter finns listade i Catalogue of Life.